# Зајечарско читалиште
Зајечарско читалиште је читаоница која је основана крајем децембра 1866. године, на иницијативу окружних и среских начелника. Временом је читалиште прерасло у јавну библиотеку града Зајечара, а данас је то Матична библиотека ,,Светозар Марковић“. 

## Историјат
Читалиште је почело са радом 27. новембра 1866. године. Читаоници је била уступљена бесплатна државна зграда у којој је она остала до 1867. године. Тада јој је општина уступила стан у згради у којој је била полугимназија и ту је остала до 1869. Читалиште је примало помоћ од општине у виду бесплатног смештаја све до 1869. Од 1869. године па до данас, Читаоница је о свом трошку издржавала овај стан.
Читаоницу 1874. године није помагала ни општина ни друга грађанска заједница, дакле ни еснафи, али је намиривала своје потребе улозима својих редовних чланова и приходом од приређених вечерњих забава.
Читаоница је непрестано радила до првог српско-турског рата, када је услед напуштања Зајечара од стране српске војске престала да постоји. С тим је уједно пропало и све оно што је Читаоница до тада набавила (библиотека, слике, мапе, намештај), затим је после ратова опет отворена у августу 1879. године и од тада непрестано ради. 
Данас, Матична библиотека „Светозар Марковић" наставља традицију Зајечарске читаонице, основане 1866. године.

## Фонд књига и изглед читаонице
Читаоница је била ваљано уређена за потребе својих корисника, са намештајем (ормани за књиге, столови, столице, клупе) у две собе, малом библиотеком, која је на почетку имала 113 књига, а нешто касније око 300. Велики део књига је добијен на поклон.

## Периодика
Читаоница је током 1874. године садржала свега 24 листа како српских тако и страних.

### Српски часописи
- Српске новине
- Видовдан
- Исток
- Будућност
- Ново доба
- Време
- Застава
- Глас јавности
- Независност
- Обзор
- Школа
- Тежак
- Рад
- Глас народа
- Јавор
- Венац
- Позориште
- Жижа
- Сион
- Србадија
- Базар

### Страни часописи
- Коресподенција (бугарске новине)
- Једне немачке новине
- Једне француске новине

## Чланови
Зајечарско читалиште као јавна и просветна установа, која и данас још постоји и у 1874. године бројала је свега 105 чланова, који су давали по 60 гроша. Приход се састојао од редовних улога чланова, интереса на капитал. Читалиште је 1880. године имало 84 чланова и сваки члан је плаћао 12 динара годишње, а 1884. године 120 чланова.

## Галерија слика
- Трг у Зајечару
- Окружно Начелство у Зајечару
- Пијаца